# August Schneider
August Schneider (ur. 20 października 1851 w Lubinie, zm. 25 czerwca 1929 w Dreźnie) – niemiecki adwokat i notariusz, burmistrz Katowic.

## Biografia
Był synem urzędnika Sądu Rejonowego Heinricha E. Schneidera i wnukiem radnego Otto Heinricha Schneidera. Studiował we Wrocławiu prawo. W 1882 roku został wpisany na listę prawników przez Sąd Rejonowy w Mysłowicach, gdzie prowadził również własną kancelarię. 
W 1890 lub 1891 został wybrany burmistrzem Katowic. W 1902 roku został wybrany po raz kolejny, ale złożył dymisję. Za jego rządów w 1896 powstała pierwsza linia tramwajowa, w 1895 r. szpital, a w 1898 r. doprowadzono prąd z elektrowni w Chorzowie i rozpoczęto budowę kanalizacji.
Dla uczczenia zasług A. Schneidera dla Katowic w 1905 r. przemianowano jedną z głównych ulic miasta (Uferstraße) na August-Schneider-Straße (obecnie ul. Adama Mickiewicza). 
Odznaczony Rote Adlerorden IV klasy i Königlicher Preußischer Kronenorden III klasy.